# ジョナサン・ジャクソン (俳優)
ジョナサン・スティーヴンス・ジャクソン（Jonathan Stevens Jackson, 1982年5月11日 - ）はアメリカ合衆国の俳優。ABCのソープ・オペラ『ジェネラル・ホスピタル』で5回エミー賞を獲得したラッキー・スペンサー役、2002年の映画『エバーラスティング 時をさまようタック』のジェシー・タック役などで知られる。

## 経歴
1993年から1999年、2009年から2011年、彼の演じた役の中で最も有名な『ジェネラル・ホスピタル』のラッキー・スペンサー役で出演。
2009年9月29日、『ジェネラル・ホスピタル』の10月27日放送分にジャクソンが再度ラッキー・スペンサー役で出演することが報じられた。2011年11月7日、彼は降板を決め、12月23日放送分が最後となった。今のところ再演は計画されていないが、将来的に再度出演する可能性もある。
1995年、1998年、1999年、『ジェネラル・ホスピタル』のラッキー・スペンサー役でデイタイム・エミー賞で最優秀ヤング男優賞を獲得。2011年と2012年には同役で最優秀助演男優賞を獲得した。
さらに映画『僕たちのサマーキャンプ 親の居ぬ間に…』、『Trapped in a Purple Haze 』、『ディープエンド・オブ・オーシャン』、『エバーラスティング 時をさまようタック』、『ダンシング・ハバナ』、『インソムニア』、『ライディング・ザ・ブレット』などに出演。1997年から1998年、『ボーイ・ミーツ・ワールド』にゲスト出演。フォックス放送の『ターミネーター サラ・コナー・クロニクルズ』では打ち切られるまでジョン・コナーの父親、カイル・リース役を演じていた。
2012年、ABCの新ドラマ『ナッシュビル』のシンガーソングライター、エイヴリー・バークレイ役で出演。
また彼は兄のリチャードと共にバンドイネイションを組み、ギターと歌を担当している。何枚かアルバムを発売し、iTunesの全米ロック・チャートでトップ10に入ったこともある。彼らの曲『Feel This 』はテレビドラマ『One Tree Hill』で、『Eyes of Grace 』は『ジェネラル・ホスピタル』で使用された。

## プライベート
フロリダ州オーランド生まれ、ワシントン州育ち。事務長の父ジャニンと一般開業医、カントリー・ミュージシャン、ワシントン州議会議員候補だった母リッキー・リンの間の3人きょうだいの末っ子。兄弟のリチャード・リー・ジャクソンも俳優、歌手である。姉キャンディスは弁護士、作家。
2012年、ジャクソンとその家族は正教会で洗礼を受けた。同年のエミー賞ドラマシリーズ助演男優賞の受賞スピーチで正教会の聖地であるアトス山と共に至聖三者への感謝を表した。

## 結婚
2002年6月21日、『ジェネラル・ホスピタル』に出演していたリサ・ヴルタジオと結婚し、3人子供がいる。2005年夏、長女オードラ、2003年6月21日、長男ケイレブ、2010年10月7日、次男タイタスが生まれた。